# Warahi (stato)
Lo Stato di Warahi (talvolta indicato come Stato di Varahi) fu uno stato principesco del subcontinente indiano, avente per capitale la città di Varahi.

## Storia
Lo stato di Warahi viveva una particolare condizione dal momento che, pur essendo amministrato come stato unitario, al suo interno erano stati realizzati due stati minori retti dalla medesima famiglia, appartenente al clan Jat di fede musulmana.
La linea principale della famiglia regnava su una parte più vasta del territorio che comprendeva 10 villaggi ed una popolazione di 1 908 abitanti, mentre la linea minore della famiglia aveva il dominio su 3 villaggi con una popolazione di 509 abitanti.
Nel 1819-1820 divenne un protettorato britannico e tale rimase sino all'annessione all'India moderna nel 1948.